# Frank Banham
Frank Banham, född 14 april 1975 i Alberta, Kanada, är en kanadensisk professionell ishockeyspelare som har spelat ett trettiotal matcher i NHL med Anaheim Ducks och Phoenix Coyotes. Säsongen 2007-2008 har han spelat med Malmö Redhawks men han har även representerat lag i Finland, Ryssland, Schweiz och Österrike. Han spelar nu i Alba Volán Székesfehérvár.
1. ↑  ”Eurohockey.com spelar-ID”. https://www.eurohockey.com/player/22150-.html. Läst 25 april 2022.